# Mon système
Mon système (Mein System, Éd. Kurt Rattmann, Hambourg) est un livre d'échecs d'Aaron Nimzowitsch paru en 1925 que la plupart des critiques placent parmi les écrits ayant permis les avancées les plus décisives de la technique échiquéenne, avec ceux de Philidor et Steinitz. Il a encore une influence importante aujourd'hui, la dynamique positionnelle demeurant au cœur de la stratégie moderne.

## Contenu
« Nonobstant les affirmations de l'auteur, peu, voire aucun, des stratagèmes ou manœuvres qu'il décrit sont de son fait ; mais son exposé est brillant, efficace et divertissant. ».

### Tome 1: Les éléments
Dans « Les éléments » (Die Elemente en allemand), Nimzowitsch pose les bases de son « système ». Il distingue les neuf éléments suivants comme autant de fondements de la stratégie échiquéenne :
1. le centre et le développement ;
2. le jeu sur les colonnes ouvertes ;
3. le jeu sur les septième et huitième rangées ;
4. le pion passé ;
5. l'échange ;
6. la stratégie dans les finales ;
7. le clouage ;
8. les échecs à la découverte ;
9. la chaîne de pions.

### Tome 2: Le jeu positionnel
Dans la deuxième partie, « Le jeu positionnel » (Das Positionsspiel en allemand), Nimzowitsch traite, entre autres, des notions suivantes :
- Le jeu positionnel
- La surprotection
- la prophylaxie
- les pions doublés
- la majorité de pions et le handicap
- Le pion dame isolé
- Les pions pendants
- Le louvoiement
- La « révolution échiquéenne », section dans laquelle Nimzowitsch défend en particulier la thèse selon laquelle le centre peut être contrôlé efficacement à distance par des pièces au lieu des pions. Ce concept – aujourd'hui largement accepté – est un des principes fondamentaux de l'école hypermoderne.

## Éditions
Nimzowitsch a eu du mal à publier ses idées ; celles-ci ont été élaborées vers 1910 mais, en 1910, Tarrasch et ses principes régnaient en maîtres . Nimzowitsch a donc pris des extraits du livre envisagé, et les a envoyés à n'importe quel magazine qui voulait les publier. Le livre fut d'abord tourné en ridicule et rejeté. Il ne fut publié pour de bon (en allemand, langue de Tarrasch) qu'en 1925, quand l'influence de Tarrasch avait dramatiquement pâli, et quand Nimzowitsch était devenu l'un des meilleurs joueurs de tournoi au monde.
Le livre a été traduit en anglais en 1929 en notation descriptive, et une édition américaine en notation algébrique est parue en 1991. La première traduction française (par Norbert Engel) date de 1979 et reprend le style baroque de Nimzowitsch, ce qui rend certains concepts difficiles à appréhender pour les lecteurs modernes. La traduction en français de 2022 par Christian Bauer se veut plus accessible pour ces lecteurs. Elle inclut en outre les corrections apportées par Nimzowitsch lui-même dans l'édition de 1931, ce qui n'était pas le cas de la traduction de 1979.

## Influence
Mon système est considéré par Vlastimil Hort comme un livre ayant eu une influence considérable sur chaque génération de joueurs depuis sa publication en 1925.
Dans une interview accordée à Conel Hugh O'Donel Alexander pendant le tournoi de Hastings 1972/73, Bent Larsen a révélé que la partie Johner - Nimzowitsch, Dresde 1926 l'a grandement influencé pendant ses premières années. Par ailleurs, il a rapporté : « Quand j'étais très jeune, je « surprotégeais » tout le temps, à la Nimzovitch (Mon système). Quand je ne savais pas quoi faire, j'effectuais un coup de « surprotection », car au moins j'avais un principe ».
Julio Kaplan déclare : « J'ai commencé mon étude des échecs avec Mon système de Nimzovitch. C'était le premier livre que j'ai lu, et bien sûr, je n'en comprenais pas la majeure partie, surtout quand c'est devenu difficile au milieu du livre. Je l'ai donc relu plusieurs fois après m'être amélioré, et j'en ai tiré plus de profit à chaque fois. Ce livre améliorera considérablement votre jeu ».
John Donaldson (en) affirme que Nimzowitch, A Reappraisal par Raymond Keene est un moyen beaucoup plus digeste d'assimiler la pensée de Nimzowitch que passer beaucoup de temps et faire beaucoup d'efforts pour ingurgiter la prose fastidieusement pompeuse de Mon Système.